# Veronika Třinecká
Veronika Třinecká, rozená Enenkelová (* 4. června 1993 Havířov), je bývalá česká florbalistka, reprezentantka a pětinásobná mistryně Česka. V nejvyšší české florbalové soutěži hrála v letech 2010 až 2021 za 1. SC Vítkovice.

## Klubová kariéra
Třinecká s florbalem začínala v klubu Torpedo Havířov, za který poprvé nastoupila v druhé nejvyšší ženské soutěži v sezóně 2008/2009. Po zrušení havířovské ženské složky přešla v roce 2009 s ostatními spoluhráčkami do týmu FBK Horní Suchá, který hrál nižší soutěž.
Po jedné sezóně odešla do extraligového klubu 1. SC Vítkovice. Ve Vítkovicích odehrála od roku 2010 jedenáct sezón, ve kterých s týmem vždy skončily na medailové pozici, z toho pětkrát získaly mistrovský titul. Po prvním z nich ze sezóny 2013/2014 vybojovaly na Poháru mistrů první české ženské stříbro. V roce 2015 zajistila rozhodujícím gólem v prodloužení finálového zápasu Vítkovicím první zlato z Poháru Českého florbalu. Druhý titul získala v sezóně 2015/2016.
Na část sezóny 2016/2017 odešla do švédské nejvyšší soutěže do týmu Linkoping IBK.
Další tři tituly získala s Vítkovicemi v sezónách 2017/2018, 2018/2019 a 2020/2021. K vítězstvím v letech 2018 a 2019 přispěla po gólu ve finálových zápasech a k posledním dvěma navíc dvěma resp. třemi asistencemi. Stala se první hráčkou, která zvítězila v pěti superfinále. Na Poháru mistrů 2019 získala s Vítkovicemi druhé české stříbro.
V roce 2021 přestoupila do prvoligového klubu FBC Třinec, kterému v sezóně 2022/2023 pomohla k postupu do Extraligy, mimo jiné dvěma góly v rozhodujícím zápase barážové série. Následně ukončila vrcholovou hráčskou kariéru a v týmu se stala asistentkou trenéra.

## Reprezentační kariéra
Třinecká poprvé reprezentovala Česko na juniorském mistrovství světa 2012, kde Češky skončily na čtvrtém místě.
Na seniorském mistrovství světa Třinecká hrála dvakrát v letech 2015 a 2017. Šampionátu v roce 2019 se nemohla zúčastnit pro zranění kolene.
| Umístění | Soutěž                                           |
| -------- | ------------------------------------------------ |
| 4.       | Mistrovství světa ve florbale žen do 19 let 2012 |
| 4.       | Mistrovství světa ve florbale žen 2015           |
| 4.       | Mistrovství světa ve florbale žen 2017           |